# Lüthi
Lüthi ist ein Schweizer Familienname.

## Namensherkunft
Lüthi ist eine Kurzform auf -i zu einem altdeutschen Rufnamen wie Liutbald, Liutbrand, Liuthard, Liutolt und ähnlich mit althochdeutsch liut ‘Volk, Leute, Menschen’ im ersten Namenglied. Der heutige Familienname war damit ursprünglich ein Vatername (Patronym).
Varianten sind Lüthy, Lüthin, Leuthy. Zweigliedrige Formen mit Lüthi im Vorderglied sind etwa Leutert, Leuthard und Leuthold.

## Namensträger
- Ambros Lüthi (1938–2008), Schweizer Ökonom
- Ariane Lüthi (* 1983), Schweizer Mountainbikerin
- Barbara Lüthi (* 1973), Schweizer Fernsehjournalistin
- Barbara Lüthi (Historikerin) (* 1969), Schweizer Historikerin
- Benjamin Lüthi (* 1988), Schweizer Fußballspieler
- Bernhard Lüthi (* 1938), Schweizer Maler und Kurator
- Bruno Lüthi (Physiker) (1931–2023), Schweizer Physiker
- Bruno Lüthi (Fussballspieler) (1944–2013), Schweizer Fußballspieler und -trainer und Handballspieler
- Carolina Lüthi (* 1972), Schweizer Ruderin und Radsportlerin
- Christian Lüthi (* 1962), Schweizer Historiker und Bibliothekar
- Elsa Lüthi-Ruth (1909–2005), Schweizer Krankenschwester
- Fabian Lüthi (* 1989), Schweizer Eishockeyspieler
- Friedrich Lüthi (1850–1913), Schweizer Sportschütze
- Hans Lüthi (* 1939), Schweizer Radsportler
- Hans-Jakob Lüthi (* 1946), Schweizer Mathematiker
- Hanspeter Lüthi (* 1944), Schweizer Ruderer
- Heinz Lüthi (Kabarettist) (* 1941), Schweizer Kabarettist und Schriftsteller
- Heinz Lüthi (Eishockeyspieler) (* 1943), Schweizer Eishockeyspieler
- Heinz Lüthi (Rennfahrer) (* 1964), Schweizer Motorradrennfahrer
- Johann Lüthi (1800–1869), Schweizer Musiker, Sänger, Musiklehrer, Chorleiter und Leinenweber
- Johann Albert Lüthi (1858–1903), Schweizer Glasmaler und Architekt
- Kathrin Lüthi (* 1969), Schweizer Sprinterin
- Kurt Lüthi (1923–2010), schweizerisch-österreichischer Theologe
- Loïc Lüthi (* 2003), Schweizer Fußballspieler
- Marc Lüthi (* 1961), Schweizer Manager
- Markus Lüthi (* 1980), Schweizer Leichtathlet
- Max Lüthi (Chemiker) (1898/1903–1979), Schweizer Chemiker, Journalist und Chronist
- Max Lüthi (Literaturwissenschaftler) (1909–1991), Schweizer Literaturwissenschaftler und Märchenforscher
- Meret Lüthi (* 1977/1978), Schweizer Violinistin und Orchesterleiterin
- Peter Lüthi, Schweizer Eishockeyspieler
- Regula Lüthi (* 1958), Schweizer Pflegefachfrau
- Ruth Lüthi (* 1947), Schweizer Politikerin
- Severin Lüthi (* 1976), Schweizer Tennisspieler und Trainer
- Simon Lüthi (* 1986), Schweizer Eishockeyspieler
- Sonja Lüthi (* 1981), Schweizer Politikerin (GLP)
- Thomas Lüthi (* 1986), Schweizer Motorradrennfahrer
- Ueli Lüthi (* 1943), Schweizer Eishockeyspieler
- Urs Lüthi (* 1947), Schweizer Fotograf, Maler und Installationskünstler
- Urs Joseph Lüthi (1765–1837), Schweizer Schriftsteller, Jurist und Politiker
- Valentin Lüthi (* 1993), Schweizer Eishockeyspieler
- Walter Lüthi (1901–1982), Schweizer Pfarrer
- Werner Lüthi (1892–1955), Schweizer Jurist